# João de Castilho

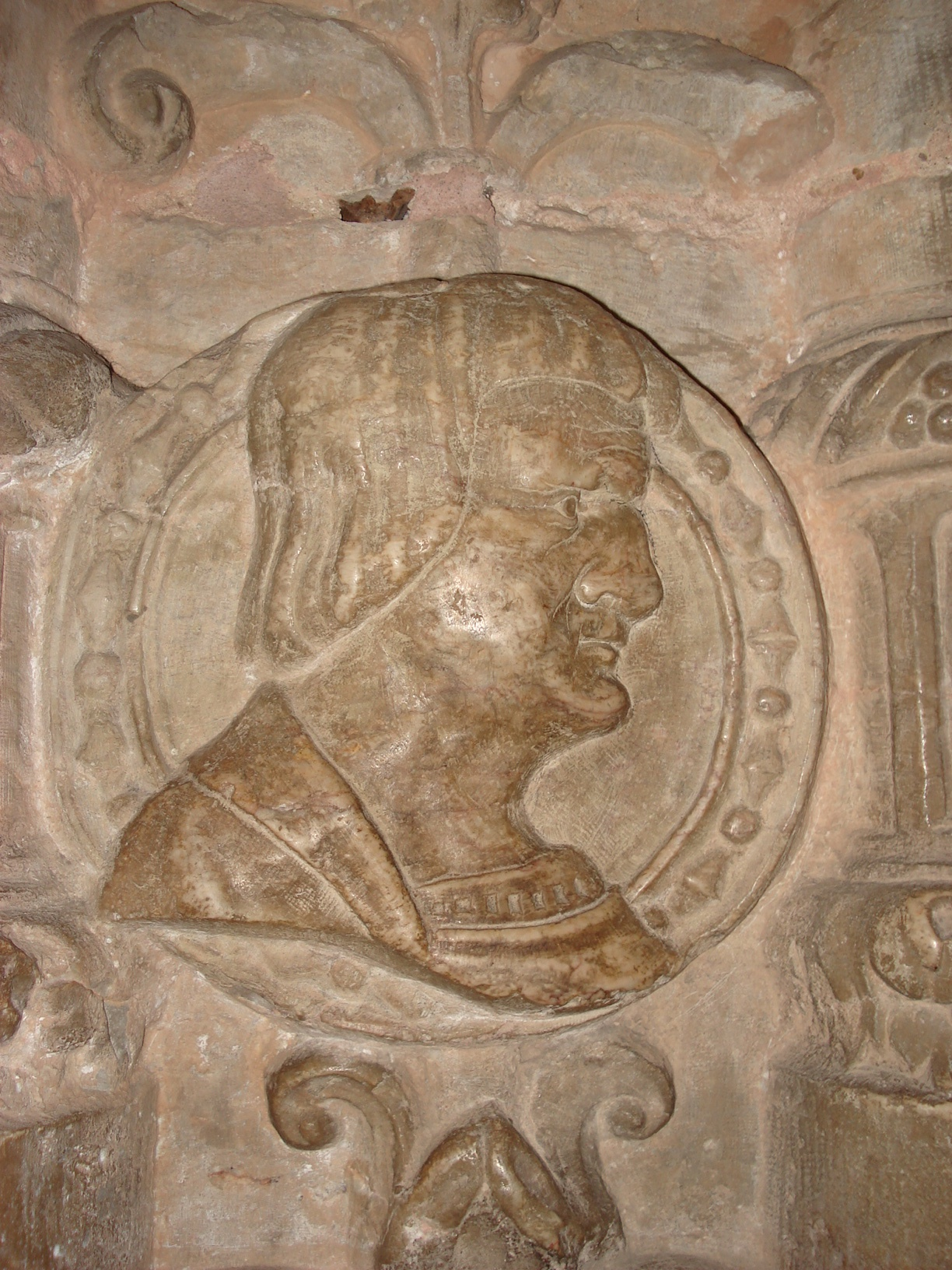
João de Castilho

João de Castilho (* 1470 in Arnuero, Kantabrien; † vor Januar 1553 in Lissabon) war ein portugiesischer Architekt spanischer Herkunft.

## Leben und Werk
Castilho kam über Galicien und Italien nach Portugal. Ab 1515 baute er an der Klosterkirche von Tomar und wurde 1519 Bauleiter der gesamten Klosteranlage. 1517 wurde er Nachfolger von Boytac als Bauleiter des Hieronymus-Klosters in Belém, 1522 bestätigt, errichtete er das Kreuzschiffgewölbe der Kirche. 1528 übernahm er zusätzlich die Bauarbeiten in Batalha. Mehrere von ihm, an den Ufern Lissabons, errichtete Paläste, wurden 1755 bei Erdbeben zerstört. Castilho gilt als einer der wichtigsten Architekten der Manuelinik. 1561 wurde er postum geadelt.